# اليوم العالمي لمرض باركنسون
اليوم العالمي لمرض باركنسون، (الشلل الرعاش) يقام بتاريخ 11 أبريل/ نيسان من كل عام ويعد فرصة مهمة لتعزيز الوعي حول هذا المرض الذي يعاني منه 6.5 مليون إنسان حول العالم.

## خلفية تاريخية
11 نيسان هو عيد ميلاد الطبيب الإنكليزي جيمس باركنسون، وهو أول من وصف أعراض المرض الانتكاسي واعتبرها وحدة متكاملة سريرياً، وكان ذلك سنة 1817 (قبل 180 سنة). ولهذا سمي المرض على اسم الطبيب.

## تعريف المرض
يعرف المرض أيضاً باسم الشلل الرعاش وهو من أمراض الشيخوخة؛ وأشهر المصابين به هو الملاكم الأمريكي الشهير محمد علي كلاي. وأكثر ما يعاني منه المصابون بمرض باركنسون هو ارتعاش اليدين وتصلب المفاصل وبطء الحركة.